# Jutta của Bohemia

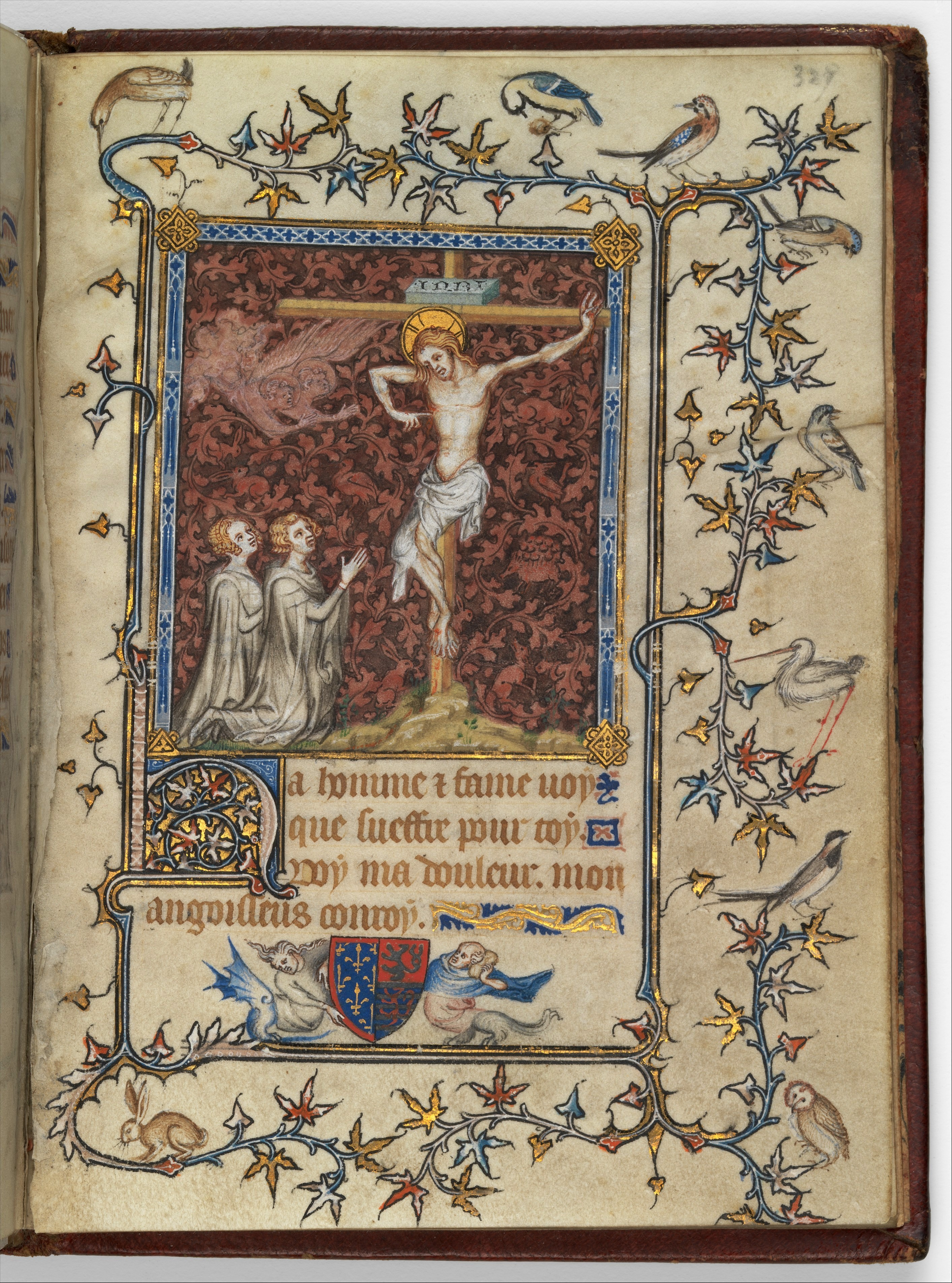
HÌnh thu nhỏ trong một sách thánh vịnh của Jutta von Luxemburg năm 1348/49 của Jean Le Noir, hiện trưng bày tại Bảo tàng Nghệ thuật Metropolitan, New York.

Jutta của Bohemia hoặc Jutta của Luxemburg (20 tháng 5 năm 1315 - 11 tháng 9 năm 1349), được sinh ra bằng tên Jutta (Judith), là con gái thứ hai của Johann mù, vua xứ Bohemia, và người vợ đầu tiên của ông, Elisabeth xứ Bohemia. Bà là người vợ đầu tiên của Vua Jean II của Pháp; tuy nhiên, việc bà qua đời một năm trước khi chồng bà lên ngôi vua Pháp khiến bà không bao giờ được làm Vương hậu Pháp. Jutta được gọi trong lịch sử Pháp là được gọi là Bonne de Luxembourg, trong đó từ Bon tiếng Pháp có nghĩa là "tốt lành", giống như chồng bà được gọi là Jean le Bon (Jean tốt bụng). Bà là một thành viên của Nhà Luxembourg. Trong số các con của bà có Charles V của Pháp, Philippe II, Công tước xứ Bourgogne và Jeanne, Vương hậu Navarra. Bà còn là chị gái của Karl IV, Hoàng đế La Mã thần thánh.

## Tiểu sử
Năm 1326, Jutta ban đầu được hứa hôn với Henry xứ Bar; tuy nhiên sự sắp xếp này đã bị phá vỡ và bà ở lại tu viện Saint-Esprit cho đến khi kết hôn với John, Công tước xứ Normandy.
Bonne đã kết hôn với Jean, Công tước xứ Normandie vào ngày 28 tháng 7 năm 1332 tại nhà thờ Notre-Dame ở Melun. Lúc đó bà 17 tuổi và vị vua tương lai là 13. Tên bà là Jutta (hay Guta), có thể dịch sang tiếng Anh là Good (trong trường hợp nữ tính), đã được thay đổi theo thời gian kết hôn với Bonne (tiếng Pháp) hoặc Bona (tiếng Latin). Khi kết hôn, Bonne là vợ của người thừa kế ngai vàng Pháp, trở thành Công tước phu nhân xứ Normandy, và  Bá tước phu nhân Anjou và Maine. Lễ cưới được tổ chức với sự có mặt của sáu ngàn khách mời. Các lễ hội được kéo dài thêm hai tháng nữa khi chú rể trẻ cuối cùng được phong tước tại nhà thờ Đức Bà ở Paris. John đã được trao một cách trang trọng vũ khí của một hiệp sĩ trước một khán giả có uy tín tập hợp các vị vua của Bohemia và Navarre, và công tước của Burgundy, Lorraine và Brabant. Bonne là một người bảo trợ của nghệ thuật, nhà soạn nhạc Guillaume de Machaut là một trong những người yêu thích của bà.

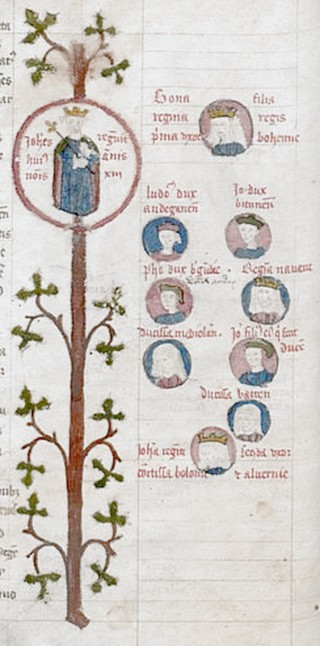
Gia đình của Jean II.

Bà qua đời vào ngày 11 tháng 9 năm 1349 vì bệnh dịch hạch ở Maubisson, Pháp ở tuổi ba mươi tư. Bà được chôn cất trong Tu viện Maubuisson. Chưa đầy sáu tháng sau cái chết của Bonne, Jean kết hôn với Jeanne I, Nữ bá tước Auvergne.

## Con cái
Jean và Bonne đã có những đứa con sau:
- Charles V của Pháp (21 tháng 1 năm 1338 - 16 tháng 9 năm 1380), Vua Pháp.[6]
- Catherine (1338) chết non.
- Louis I, Công tước xứ Anjou (23 tháng 7 năm 1339 - 20 tháng 9 năm 1384)[6]
- John, công tước xứ Berry (30 tháng 11 năm 1340 - 15 tháng 6 năm 1416)
- Philippe II, Công tước xứ Bourgogne (17 tháng 1 năm 1342 - 27 tháng 4 năm 1404)[7]
- Joan (24 tháng 6 năm 1343 - 3 tháng 11 năm 1373)[2]
- Marie (12 tháng 9 năm 1344 - Tháng 10 năm 1404), kết hôn với Robert, Công tước xứ Bar năm 1364.[6]
- Agnes (1345- 1349)
- Margaret (1347-1352)
- Isabelle (1 tháng 10 năm 1348 - 11 tháng 9 năm 1372)[2]